# Nanisivik
Nanisivik (Inuktitut: ᓇᓂᓯᕕᒃ)  var ett gruvsamhälle i det kanadensiska territoriet Nunavut. Det grundades 1975 intill gruvan Nanisivik Mine, där främst zink men även silver och bly utvanns mellan åren 1976 och 2002. Samhället övergavs därefter. Nu (2015) avser kanadensiska staten att restaurera hamnen, så att platsen kan användas som bränsledepå för marinen och andra statliga fartyg.